# Баба Сач
Баба Сач е планина в Северна Македония. Разположена е между Кичевската котловина на север и Церско поле на юг. Най-високият ѝ връх е Голям Сач (1698 m), намиращ се в централния дял на планината. На запад чрез седловината Турла (1099 m) се отделя от планината Бабен, а на изток чрез ниска седловина се отделя от Бушева планина. Преобладават палеозойски мрамори с дебелина до 1000 m. В южното подножие на планината са разположени селищата Цер и Мало Църско.